# Josef Kurz
Josef Kurz (3. února 1901 Praha – 6. prosince 1972 Praha) byl český jazykovědec, slavista, bohemista, bulharista, byzantolog, literární historik, překladatel, publicista, editor staroslověnských památek a vysokoškolský pedagog.

## Život
Po maturitě na smíchovském gymnáziu (1919) studoval v letech 1919–1924 na Filozofické fakultě Univerzity Karlovy obory slovanská filologie, indoevropský srovnávací jazykozpyt a romanistika,byl knihovníkem a vědeckou sílou semináře pro slovanskou filologii UK (1922–1924),v posledním studijním roce (1924) získal doktorát filozofie (disertační práce Několik poznámek k staroslověnskému čtveroevangeliu Zografskému).Po absolutoriu zůstal ve svazku fakulty jako asistent (1925–1926),své odborné vzdělání završil studijními pobyty ve Francii, Jugoslávii a zejména v Polsku, kde byl v letech 1931–1935 lektorem českého jazyka a literatury na Varšavské univerzitě.

V období 1926–1931 a 1935–1945 působil jako středoškolský profesor na pražských gymnáziích (Smíchov a v Křemencově ul.),souběžně pracoval v Kanceláři Slovníku jazyka českého při ČAVU (1935–květen 1945), kde se již od roku 1943 podílel na přípravách velkého Slovníku jazyka staroslověnského.

V červnu 1939 habilitoval na FF UK, byl ustanoven soukromým docentem slovanského jazykozpytu,přednášel však jen do uzavření českých vysokých škol německými okupačními úřady 17. 11. 1939. Řádným profesorem slovanské jazykovědy FF Masarykovy univerzity v Brně byl jmenován k 1. červnu 1945.Od roku 1950 vedl tamní slavistickou katedru (externě ještě dva roky po odchodu z Brna), paralelně vyučoval i na FF UK v Praze, kam byl definitivně převeden k 1. září 1956a působil zde až do svého skonu v roce 1972.

Titulu doktora filologických věd (DrSc.) dosáhl v roce 1964, jako hostující profesor přednášel na univerzitách v Moskvě, Leningradě, Sofii, Záhřebu, Bělehradě, Lipsku, Berlíně, Vídni, Kolíně nad Rýnem, Münsteru a ve Varšavě. Aktivně se zúčastnil pěti mezinárodních slavistických kongresů, konaných v letech 1929–1963 a mnoha odborných zahraničních i domácích konferencí, sympozií, porad a setkání.

## Dílo
Vlastní rozsáhlá vědecká a publikační činnost prof. Josefa Kurze byla zaměřena především na paleoslovenistiku, kterou zkoumal v širokých souvislostech všech filologických disciplín, velkou pozornost věnoval cyrilometodějské problematice a byzantsko-slovanským vztahům. K jeho prioritám dále patřily dějiny slovanské filologie, byl autorem a spoluautorem řady učebnic i příruček staroslověnštiny a chrestomatií staroslověnských textů. Patřil k uznávaným bibliografům slavistiky a staroslověnštiny, v rámci svého pedagogického působení vychoval řadu odborníků těchto vědních oborů.

### Členství ve vědeckých společnostech a institucích
- Hlavní redaktor, koordinátor a organizátor prvních svazků akademického Slovníku jazyka staroslověnského (Lexicon linguae palaeoslovenicae) v letech 1958–1972
- Předseda mezinárodní komise pro slovník církevněslovanského jazyka při Mezinárodním komitétu slavistů
- Předseda Matice české při Národním muzeu v Praze
- Člen Société de linguistique de Paris
- Člen Slovanského ústavu v Praze
- Člen Československé rady badatelské
- Člen Pražského lingvistického kroužku
- Člen Československého komitétu slavistů a předseda jeho komisí církevně slovanské a bibliografické; dále pracoval v komisích pro dějiny slavistiky a transkripční
- Člen Československého komitétu byzantologického
- Podílel se na práci redakcí Příručního slovníku jazyka českého, Časopisu Matice Moravské, akademických časopisů Slavia, Byzantinoslavica a měl významný podíl na obnovení vydavatelské činnosti UK v oboru slavistiky.[11][10]

### Ocenění
- Mimořádný člen České akademie věd a umění (od 28. 1. 1948)[5]
- Dopisující člen Královské české společnosti nauk (od 9. 1. 1946)[5]
- Dopisující člen Jihoslovanské akademie věd a umění (od roku 1965)[12]
- Řád Cyrila a Metoděje I. stupně[13]

### Výběrová bibliografie

#### Spisy a učební texty
- Evangeliář Assemanův : Kodex vatikánský 3. slovanský = Evangeliarum Assemani : Codex Vaticanus 3. slavicus glagoliticus (s Josefem Vajsem, 1. díl–1929; 2. díl–1959)
- K Zografskému evangeliu (1933)
- K otázce nominativu zájmena třetí osoby v jazyce staroslověnském (1940)
- Mluvnice jazyka staroslověnského (1945)
- Jazyk staroslověnský (1961, 1964, 1967, 1969)
- Texty ke studiu jazyka staroslověnského (s L. Řeháčkem, 1962, 1964)
- Základy staroslověnské mluvnice (s K. Horálkem a A. Dostálem, 1962)
- Issledovanija po sintaxisu staroslavjanskogo jazyka (1963; rusky)
- Studie ze syntaxe jazyka staroslověnského I.–II. (1964)
- Čítanka staroslověnských textů se slovníčkem (s L. Řeháčkem a R. Večerkou, 1967, 1970, 1977, 1980)
- Wiedergabe von Zeitbezügen in journalistischen Texten (1967; německy)
- Slovanská filologie na Univerzitě Karlově (s F. Vodičkou a Z. Havránkovou, 1968)
- Kapitoly ze syntaxe a morfologie staroslověnského jazyka (1972)
- Učebnice jazyka staroslověnského (1969)
- Kleines Wörterbuch der Stilkunde (se Siegfriedem Krahlem, 1973; německy)
- Stilistik für Journalisten (2010; německy)

#### Sborníky, bibliografické a jubilejní tisky
- Bibliografski preglad naučnich radova prof. O. Hujera : 1901–1930 g. (1930; srbochorvatsky)
- Josef Vajs : přehled jeho díla k jeho 70. narozeninám (1936)
- Práce prof. Miloše Weingarta z církevní slovanštiny a ze slovanského jazykozpytu (1939)
- Soupis prací Oldřicha Hujera : k jeho šedesátce v listopadu 1940 (1940)
- Slovanské základy naší vzdělanosti. In Slovanství v českém národním životě (1947)
- Pocta Fr. Trávníčkovi a F. Wollmanovi (s A. Grundem a A. Kellnerem, 1948)
- Slovanské studie : Sbírka statí, věnovaných prelátu univ. prof. dr. Josefu Vajsovi k uctění jeho životního díla (s M. Murkem a J. Vašicou, 1948)
- Sborník slavistických prací věnovaných IV. mezinárodnímu slavistickému sjezdu v Moskvě (s K. Horálkem, 1958)
- Bibliografický soupis publikační činnosti doktora filologických věd Karla Horálka, profesora Karlovy university (se Z. Tylem, 1959)
- Věnováno prof. dr. Antonínu Frintovi k jeho pětasedmdesátinám. Slavica Pragensia : 1 (s K. Horálkem a M. Romportlem, 1959)
- Příspěvky k historii a dialektologii českého jazyka / Oldřich Hujer (1961)
- Issledovanija po sintaxisu staroslavjanskogo jazyka : sbornik statej (1963; rusky)
- Symposium o dějinách slavistiky : Štiřín u Benešova 15.–17. 9. 1967 (1970)